# Beaudignies
Beaudignies is een gemeente in het Franse Noorderdepartement (regio Hauts-de-France) en telt 537 inwoners (1999). De plaats maakt deel uit van het arrondissement Avesnes-sur-Helpe.

## Geografie
De oppervlakte van Beaudignies bedraagt 7,9 km², de bevolkingsdichtheid is 68,0 inwoners per km².
De onderstaande kaart toont de ligging van Beaudignies met de belangrijkste infrastructuur en aangrenzende gemeenten.

## Demografie
Onderstaande figuur toont het verloop van het inwonertal (bron: INSEE-tellingen).